# ジョージ・トレンホルム

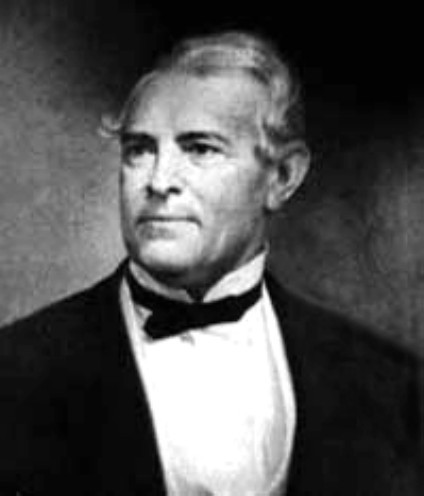
ジョージ・トレンホルム

ジョージ・アルフレッド・トレンホルム（George Alfred Trenholm, 1807年2月25日 - 1876年12月10日）は、アメリカ合衆国の政治家。アメリカ連合国で第2代財務長官を務めた。

## 生涯

### 青年期
1807年、ジョージ・トレンホルムはサウスカロライナ州チャールストンにおいて、ウィリアム・トレンホルムとイレーネ・デ・グレフィンの第3子として誕生した。1823年、トレンホルムは16歳で学校を退学し、チャールストンで大手の綿輸出業者であるジョン・フレイザー社に入社した。その後1828年4月3日、トレンホルムはアンナ・ヘレン・ホームズと結婚した。

### 企業経営時代
1853年、トレンホルムはジョン・フレイザー社の幹部となり、社名はフレイザー・トレンホルム社に変更された。トレンホルムは繰綿プレス工場、ホテル、プランテーション農園、鉄道、汽船などの事業に進出し、またその頃から政治的事柄にも頻繁に関与するようになった。
南北戦争が開戦すると、フレイザー・トレンホルム社はアメリカ連合国に対して綿・タバコ・テレビン油などと引き換えに軍備費を融資し、連合国政府との銀行事業を独占した。またフレイザー・トレンホルム社は合衆国の海上封鎖に対抗し、連合国海軍の造船計画を援助した。軍艦「アラバマ」をはじめとする60隻以上の大型汽船・帆船の建造に手を貸し、それらの船舶はサウスカロライナ州チャールストン、ジョージア州サバンナ、ノースカロライナ州ウィルミントン、そしてニューヨークなどでの、多くの作戦に参加した。これらの作戦はいずれも成功を収め、その結果、トレンホルムは金3トンに相当する富と、強大な権力を手に入れた。

### 財務長官時代
1864年7月、トレンホルムはジェファーソン・デイヴィス大統領からクリストファー・メミンジャーに替わって財務長官に指名された。トレンホルムは進行するインフレーションを食い止めるために財政支出の削減や増税による消費抑制などの経済政策を執ったが、開戦からわずか3年足らずで2600パーセントにのぼるインフレーションに襲われた連合国経済は事実上現物経済に逆戻りしており、もはや如何なる経済政策も焼け石に水の状態であった。
1865年4月3日、首都リッチモンドが陥落すると、トレンホルムは他の閣僚とともにリッチモンドを脱出し、南方に逃走した。しかしながら疲労により健康を害したトレンホルムはデイヴィス大統領の承認を得て4月27日に財務長官を辞職した。その後トレンホルムはジョージア州サバンナ近郊のプラスキ砦において、ジョン・キャンベル、ロバート・ハンター、ジェイムズ・セドンらとともに拘束された。

### 晩年
南北戦争終戦後、トレンホルムは恩赦を受け釈放されると、没収された財産をめぐって合衆国政府を相手に訴訟を起こした。その後、財産を取り戻したトレンホルムは故郷チャールストンへと戻り、サウスカロライナ州を共和党の一党支配から解放するための活動を展開した。そしてトレンホルムは金融事業を再開し、チャールストンのイースト・ベイ・ストリートとブロード・ストリートの角に銀行を建築した。またトレンホルムは黒人と白人の区別なく、教会・病院・孤児院などに多額の寄金を行った。
1876年12月、トレンホルムはチャールストンで死去した。チャールストンの遺体はチャールストン市内のマグノリア墓地に埋葬された。
マーガレット・ミッチェルの長編小説『風と共に去りぬ』に登場するレット・バトラーは、ミッチェルの子孫の話によると、トレンホルムとその生涯から着想を得たと伝えられている。

## 関連図書
- Bulloch, James D. (2001). The Secret Service of the Confederate States in Europe. New York: Random House International. ISBN 0-679-64022-3
- Nepveux, Ethel Trenholm Seabrook (1973). George Alfred Trenholm and the Company That Went to War. Anderson, South Carolina: The Author. ISBN 0-9668843-1-0
- Nepveux, Ethel Trenholm Seabrook (1999). George A. Trenholm, Financial Genius of the Confederacy. Anderson, South Carolina: The Author. ISBN 0-9668843-1-0
- Patrick, Rembert W. (1944). Jefferson Davis and His Cabinet. Baton Rouge: Louisiana State University Press. pp. 234–243
- Spence, E. Lee (1995). Treasures of the Confederate Coast: The "Real Rhett Butler" & Other Revelations. Miami: Narwhal Press. ISBN 1-886391-01-7
- Spencer, Warren F. (1983). The Confederate Navy In Europe. University, Alabama: University of Alabama Press. ISBN 0-8173-0861-X